# Гюленхаммар, Эрик
Э́рик Гю́ленхаммар (норв. Erik Gylenhammar) — норвежский кёрлингист.
В составе мужской сборной Норвегии участник чемпионата мира 1969 (заняли восьмое место). Чемпион Норвегии среди мужчин.
Играл на позиции четвёртого, был скипом команды.
Его команда, которая выступала на чемпионате мира 1969, играла в постоянном составе с 1960. Эрик Гюленхаммар был также членом сборной команды кёрлингистов разных клубов Норвегии, впервые выехавшей в Шотландию в 1965 и сыгравшей там первые для норвежцев международные матчи по кёрлингу.

## Достижения
- Чемпионат Норвегии по кёрлингу среди мужчин: золото (1969).

## Команды
| Сезон   | Четвёртый        | Третий           | Второй                    | Первый    | Турниры                      |
| ------- | ---------------- | ---------------- | ------------------------- | --------- | ---------------------------- |
| 1968—69 | Эрик Гюленхаммар | Сверре Микельсен | Нильс Антон Риисе-Ханссен | Кай Дювик | ЧНМ 1969 · ЧМ 1969 (8 место) |

(скипы выделены полужирным шрифтом)